# Cremosperma congruens
Cremosperma congruens är en tvåhjärtbladig växtart som beskrevs av Conrad Vernon Morton. Cremosperma congruens ingår i släktet Cremosperma och familjen Gesneriaceae. Inga underarter finns listade i Catalogue of Life.